# Maastricht
Maastricht (vl și fr Maestricht, limburgheză Màastrecht, wa Måstrék) este un oraș din Țările de Jos, capitala provinciei Limburg. Orașul se află pe ambele părți ale râului Meuse în partea de sud-est a țării, între Belgia și Germania. Numele orașului derivă de la numele latin Mosae Traiectum (trecând peste Meuse), referindu-se la podul realizat de romani sub conducerea lui Octavian August.
Două dintre importantele instituții culturale care se află în Maastricht sunt Universitatea Maastricht (Universiteit Maastricht) și Muzeul de Artă Bonnefanten.
În sudul orașului se află "muntele" St. Pietersberg care conține un vechi fort și o rețea de peșteri. În peșteri se menține o temperatură constantă de 10 °C, mediu propice pentru hibernarea liliecilor. Există posibilitatea vizitării acestor peșteri, cu un ghid turistic câteodată.
În centrul orașului se află și cele două catedrale: Sf. Petru (evanghelică) și Bazilica Sf. Servatius (catolică). În a doua se află și moaștele sfântului Servatius, primul episcop din Maastricht.
Maastricht are o legătură de tren de scurt parcurs cu orașul Liège din Belgia și spre nord una cu orașul Eindhoven.

## Istorie
Pe locul în care se află acum orașul exista o episcopie creștină timpurie, ce a fost ulterior mutată la Liège (Belgia), de către episcopul de atunci, Sf. Humbert, în secolul VIII. În Evul Mediu, Maastricht a devenit un oraș al autorității duble, sub suveranitatea Prințului-Episcop de Liège și Ducelui de Brabant. Rolul ducelui a fost ocupat de către generalii de Stat olandezi din 1632 de la ocupația spaniolă, a lui Frederic Hendric. Această dualitate a existat până la cucerirea și anexarea cetății de către francezi în 1794. După perioada napoleoniană, Maastricht a devenit parte din Regatul Unit al Țărilor de Jos în 1815. Când provincile din sud au cerut independența față de nord pentru a forma Belgia în 1830, garnizoana din Maastricht a rămas loială regelui olandez, iar în 1839 orașul și partea de est a provinciei Limburg, deși părți ale Belgiei din punct de vedere geografic, au fost adăugate definitiv Țărilor de Jos. Datorită poziționării geografice, Maastricht s-a concentrat în istorie mai degrabă spre Belgia și Germania, decât spre celelalte Țări de Jos, lucru care a adus acel caracter cosmopolit al orașului.
Maastricht a fost primul oraș olandez eliberat de forțele americane în al doilea război mondial.
În 1992 a fost semnat aici Tratatul de la Maastricht, act care a dus la crearea Uniunii Europene.

## Cultură
În Maastricht se desfășoară anual Târgul cultural The European Fine Art Fair (TEFAF).